# Wichburg von Bayern
Wichburg von Bayern (auch Wigburg) (* um 940, † nach 980) vermutlich aus dem Geschlecht der Luitpoldinger war die zweitgeborene Tochter des Herzogs Eberhard von Bayern († um 940) und dessen Frau Liutgart von Lothringen-Verdun, Tochter des Pfalzgrafen Wigerich von Lothringen. Wichburgs Bruder Wigfried war von 959 bis 983 Bischof von Verdun.
In erster Ehe war Wichburg mit einem Grafen Pilgrim aus dem Geschlecht der Pilgrimiden verheiratet. In zweiter Ehe heiratete sie den bayerischen Pfalzgrafen Hartwig I. († 16. Juni 985). Nach Einschätzung verdankte Hartwig Teile seiner Besitzungen seiner Frau und diese Heirat würde zeigen, dass die Luitpoldinger doch nicht wie angenommen ausschließlich in einer Konfliktstellung zum Königshaus ständen. Über die Kinder aus dieser Ehe besteht unter Historikern keine unbedingte Übereinstimmung. Vermutlich waren es:
- Aribo († um 1027)
- Eppo (Eberhard, Ebrohard), Graf im Isengau
- Hartwig, 991–1023 Erzbischof von Salzburg
- Egilolf (?), Geistlicher
- Wichburg ⚭ Graf Ottwin im Pustertal
- Adala von Bayern, ⚭ (I) Pfalzgraf Aribo I. ⚭ (II) Graf Engelbert III. vom Chiemgau († 1020) (Sieghardinger)[1]